# Harald Öhquist
Harald Öhquist (Helsinki, 1º marzo 1891 – Helsinki, 10 febbraio 1971) è stato un generale finlandese durante la seconda guerra mondiale.

## Biografia
Öhquist era il figlio del professore di lingue, storico d'arte, scrittore e giocatore di scacchi, Johannes Öhquist e della sua prima moglie Helene von Collins.
Öhquist si laureò nel 1908 e da quell'anno fino al 1914 studiò alla Facoltà di giurisprudenza dell'Università di Helsinki.
L'anno seguente si unì volontario agli Jäger finlandesi dell'Esercito imperiale tedesco, venendo addestrato e combattendo nel 27º Battaglione Jäger prussiano. Durante la Guerra civile finlandese fu promosso maggiore e nell'aprile 1918 comandò il 9º Battaglione Rompighiaccio, un battaglione della Guardia Bianca, nella Battaglia di Viipuri. Nel 1925 fu promosso colonnello, nel 1930 maggiore generale e tre anni dopo comandante dell'esercito nell'Istmo di Carelia.

Nel 1935 ricevette la decorazione estone dell'Ordine della Croce dell'aquila.
Durante la Guerra d'inverno Öhquist fu il comandante dei II Corpi nell'Istmo della Carelia. Öhquist ebbe rapporti freddi con Mannerheim, che non gli fornì compiti di responsabilità dopo la guerra. All'inizio della Guerra di continuazione fu l'ufficiale di contatto finlandese con la Germania nazista a Berlino. Dal 1942 al 1944, Öhquist comandò un gruppo militare nell'Istmo di Carelia e in seguito divenne il Supervisore della Formazione Militare.
Nel 1949 Öhquist pubblicò un libro sulla Guerra d'inverno chiamato La Guerra d'inverno dal mio punto di vista (in finlandese, Talsivota minum näkökulmastani). Due anni dopo si ritirò dall'esercito e lavorò fino al 1959 come direttore della difesa cittadina di Helsinki.
Morì nel 1971.